# 7 Brygada Pancerna
7 Brygada Pancerna (hebr. חטיבה 7, Chatiwa Szewa, nazywana עוצבת סער מגולן, Ucbat Sa’ar me-Golan; pol. Burza z Golanu) – pancerny związek taktyczny Sił Obronnych Izraela. Brygada podlega Dowództwu Północnemu.

## Historia
Brygada powstała w dniu 16 maja 1948 jako jednostka żydowskiej organizacji paramilitarnej Hagana. Jest jedną z dwóch brygad Sił Obronnych Izraela, istniejących nieprzerwanie od momentu sformowania (drugą jest Brygada Golani). Początkowo, pomimo swojej nazwy, była to jednostka piechoty zmechanizowanej, która składała się z trzech batalionów poruszających się przy użyciu różnych pojazdów: samodzielnie montowanych samochodach pancernych, zdobycznych transporterach opancerzonych i wszelkich samochodach terenowych. Podczas wojny o niepodległość brygada rozpoczęła swój udział w walkach 30 maja od operacji Ben Num. Nie udało się jej przełamać obrony Latrun, zdołano jednak przełamać oblężenie Jerozolimy. W czerwcu brygada przeniosła się na północny front do kibucu En Szemer. Uczestniczyła w większości walk prowadzonych w Galilei. Po zakończeniu wojny do 7 Brygady dołączono żołnierzy i sprzęt wojskowy z 8 Brygady. W następnych latach do brygady zaczęły docierać pierwsze zakupione czołgi M4 Sherman, całkowicie zmieniając wygląd jednostki i sposób jej walki.
Podczas kryzysu sueskiego w 1956 brygada uczestniczyła w walkach o opanowanie ważnego węzła komunikacyjnego miasta Abu Ageila w północno-wschodniej części półwyspu Synaj. W latach 60. XX wieku na uzbrojenie brygady weszły czołgi Centurion, modyfikowane w Izraelu.
W wojnie sześciodniowej w 1967 brygada wzięła udział w walkach o Strefę Gazy, zajmując Chan Junus i Rafah, a następnie wkroczyła na półwysep Synaj zajmując miasto Arisz. Podczas wojny na wyczerpanie (1967–1970) brygada zabezpieczała pozycje położone wzdłuż Kanału Sueskiego, oraz uczestniczyła w akcjach antyterrorystycznych w rejonie Doliny Jordanu (m.in. bitwa o Karamę w 1968). W 1969 brygada otrzymała na uzbrojenie transportery opancerzone M113. W latach 70. XX wieku na uzbrojenie brygady weszły czołgi Merkawa.
Brygada poniosła najcięższe straty podczas wojny Jom Kipur w 1973. W ciężkich starciach z syryjskimi wojskami na Wzgórzach Golan brygada straciła 24 czołgi. Po wojnie liczni żołnierze brygady otrzymali odznaczenia wojskowe, sama brygada została jednak rozwiązana.
Po doświadczeniach wojny libańskiej w 1987 przystąpiono do ponownego formowania 7 Brygady Pancernej, która miała operować na Wzgórzach Golan. Podczas II wojny libańskiej w 2006 brygada działała głęboko w terytorium południowego Libanu.

## Struktura

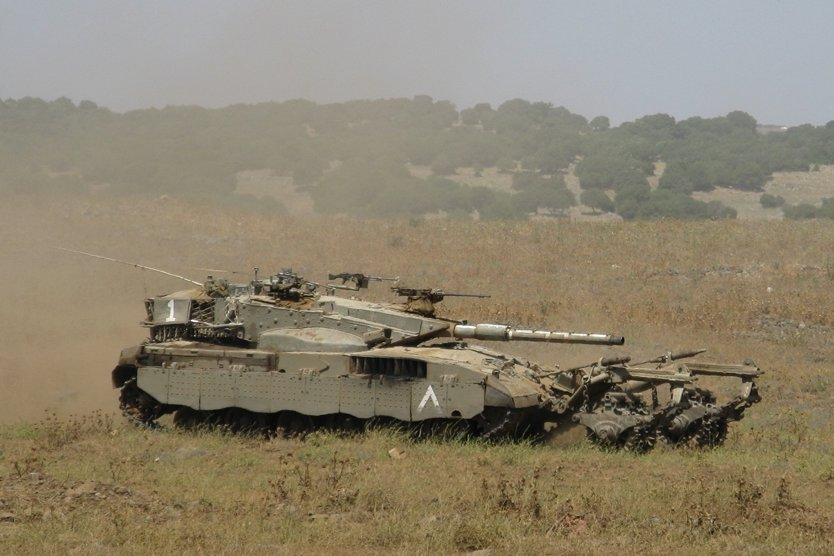
Czołg Merkawa Mk 2

7 Brygada Pancerna wchodzi w skład 36 Dywizji Pancernej (Ga’asz) i podlega Dowództwu Północnemu Sił Obronnych Izraela.
| Pododdziały bojowe: - 75 batalion pancerny (Romah) - 77 batalion pancerny (Oz) - 82 batalion pancerny (Ga’asz) - 7 kompania zwiadu pancernego (Sayeret 7) – jednostka sił specjalnych | Pododdziały wsparcia: - 603 zmechanizowany batalion inżynieryjny (Lahaw) - kompania przeciwpancernych pocisków kierowanych - 353 kompania łączności. |

## Uzbrojenie
Na uzbrojeniu 7 Brygady Pancernej znajdują się czołgi podstawowe Merkawa w wersji Mk 2B.